# Phthiracarus aokii
Phthiracarus aokii är en kvalsterart som först beskrevs av Wojciech Niedbała 1987.  Phthiracarus aokii ingår i släktet Phthiracarus och familjen Phthiracaridae. Inga underarter finns listade i Catalogue of Life.